# Scindapsus cuscuarioides
Scindapsus cuscuarioides  Engl. & K.Krause – gatunek wieloletnich, wiecznie zielonych pnączy z rodziny obrazkowatych, pochodzących z Nowej Gwinei.